# Туже (Сілезьке воєводство)
Туже (пол. Turze, нім. Wellendorf) — село в Польщі, у гміні Кузня-Рациборська Рациборського повіту Сілезького воєводства.
Населення — 843 особи (2011).
У 1975-1998 роках село належало до Катовицького воєводства.

## Демографія
Демографічна структура станом на 31 березня 2011 року:
|          | Загалом | Допрацездатний вік | Працездатний вік | Постпрацездатний вік |
| -------- | ------- | ------------------ | ---------------- | -------------------- |
| Чоловіки | 387     | 47                 | 297              | 43                   |
| Жінки    | 456     | 88                 | 270              | 98                   |
| Разом    | 843     | 135                | 567              | 141                  |